# Восточный Тавр
Восточный Тавр или Армянский Тавр — горы в центральной части южной Турции.

## Краткие сведения
Общая протяжённость от озера Эгирдир[уточнить] на западе до верховий реки Евфрат на востоке — 600 км. Максимальная высота — 3090 м. Сложен известняками, ландшафт карстовый с многочисленными водопадами, пещерами и подземными реками.